# Sandra Schlichting
Sandra Schlichting (* 1972 in Wingst) ist eine deutsche Malerin und Grafikdesignerin. Bekannt wurde sie durch ihre humorvollen Tierdarstellungen und ihren späteren Übergang zur abstrakten Malerei.

## Leben und Werk
Sandra Schlichting wuchs auf einem Bauernhof in der Wingst bei Cuxhaven auf und studierte an der Kunstschule Alsterdamm in Hamburg (heute Alsterdamm Academy) Graphik-Design. Nach ihrem Abschluss arbeitete sie zunächst in einer Werbeagentur und später als Layouterin für die Zeitschrift Brigitte.
2003 entschloss sie sich, ihre Festanstellung aufzugeben und sich vollständig der freien Kunst zu widmen. In Hamburg eröffnete sie ihre eigene Galerie Fuchs + Koch, in der sie ihre Werke ausstellte. Frühere Arbeiten zeigen häufig figürlich-konkrete Darstellungen von Tieren und Personen, die oft mit Wortspielen oder humorvollen Texten und Reimen kombiniert sind, „deren Sprachwitz an Wilhelm Busch erinnert“. Es sollten „Figuren, die eine Geschichte erzählen“ (Sandra Schlichting) sein.
2019 vollzog Sandra Schlichting einen Stilwandel hin zur abstrakten Malerei, den sie selbst als Ausdruck persönlicher Entwicklung beschreibt.
Ihre Kunst soll für jeden zugänglich sein und auch bei knappem Budget erschwinglich bleiben. Das ist vor allem auch ihr eigener Anspruch.

## Stil und Rezeption
Sandra Schlichtings figürliche Arbeiten erheitern mit einer melancholischen Note. Die Motive sind häufig regional geprägt mit Hamburger und maritimen Themen etwa, wenn sie die Wand einer Deichlücke schmücken sollen. Kunstkritiker würden die Bilder der naiven Malerei zuordnen auf den Betrachter wirken sie herrlich erfrischend.
Zu ihre abstrakten Malerei sagt die Künstlerin selber: „Die Begeisterung hinter meinen aktuellen Farbflächenbildern ist die Freude am Einfachen. Es tut gut, schlichte Farben und Flächen zu betrachten, dabei feine Strukturen und Nuancen wahrzunehmen und eine fast menschliche Beziehung der Flächen zueinander zu entdecken.“

## Ausstellungen
- Ab 2003 eigene Galerie Fuchs + Koch in Hamburg[3]
- 28. September 2013 bis 6. Januar 2014 Ausstellung DELIKATESSEN der Galerie Stilhaus auf Gut Panker[7]
- Juli bis Dezember 2022 Ausstellung Abstrakte Kunst im historischen Rathaus mit Vernissage am 7. Juli 2022 in der „Kleine Galerie“ im historischen Rathaus von Stade[4]
- 17. August 2024 bis 15. September 2024 VERNISSAGE Ausstellung Sandra Schlichting FARBEN in der Galerie der Alstatdt-Buchhandlung in Otterndorf[5]